# Eupnoi
Eupnoi (лат.) — второй по численности подотряд сенокосцев, насчитывающий свыше 1 800 современных видов из более чем 230 родов. Богато представлен в голарктической фауне. В ископаемом состоянии известен из балтийского янтаря.

## Описание
К подотряду принадлежат преимущественно длинноногие сенокосцы с мягкими кожистыми покровами, большинство из которых — подвижные, быстрые создания, обитающие на растительности. Представители семейства Caddidae отличаются крупными глазами.
Встречаются Eupnoi почти во всех климатических зонах и самых различных местах обитания; есть немало дневных форм. Виды умеренных широт легко переносят понижения температуры и бывают активны до глубокой осени.

## Классификация
В подотряд включают 5—6 семейств, из которых одно вымершее, объединённых в 2 надсемейства:
- Надсемейство Caddoidea Banks, 1892
  - Семейство Caddidae Banks, 1892 (6 родов, 25 видов, из которых вымерли †0/1)
- Надсемейство Phalangioidea Latreille, 1802
  - † Семейство Kustarachnidae Petrunkevitch, 1949 (1 вымерший род и вид)
  - Семейство Neopilionidae Lawrence, 1931 (17 родов, 60 видов)
  - Семейство Phalangiidae Latreille, 1802 (55 родов, 393 вида, †1/4)
  - Семейство Protolophidae Banks, 1893 (8 видов)[3]
  - Семейство Sclerosomatidae Simon, 1879 (154 родов, 1343 вида, †2/4)
  - Роды incertae sedis (6 вымерших родов и видов)

К этому подотряду относятся виды Phalangium opilio и Opilio parietinus, встречающиеся на стенах жилых домов умеренных широт Северного полушария.